# ディオドン (潜水艦)
ディオドン (USS Diodon, SS-349) は、アメリカ海軍の潜水艦。バラオ級潜水艦の一隻。艦名はハリセンボン属を表す学名（属名）Diodonに因んで命名された。

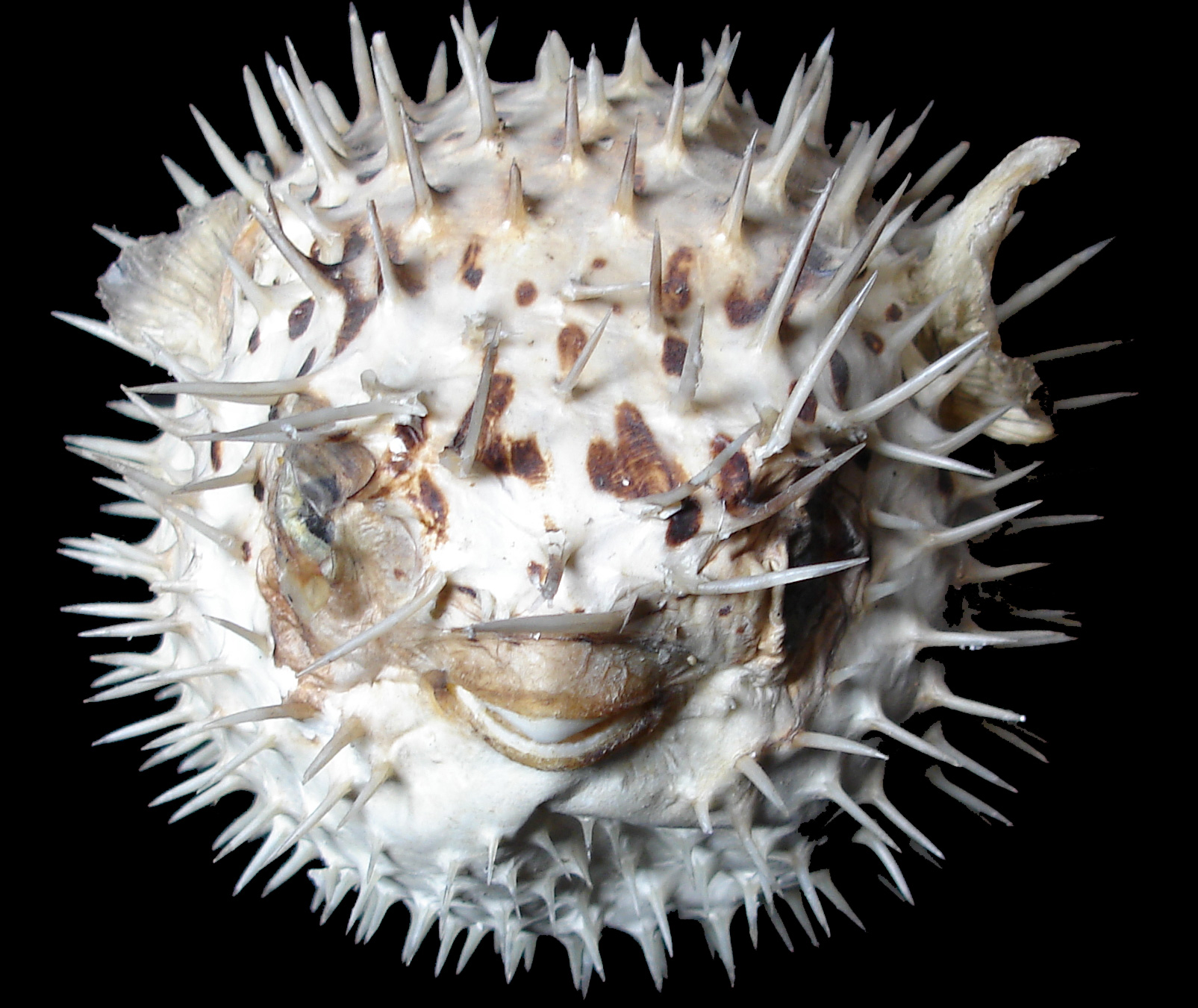
ハリセンボン（学名Diodon holocanthus (Linnaeus, 1758)）

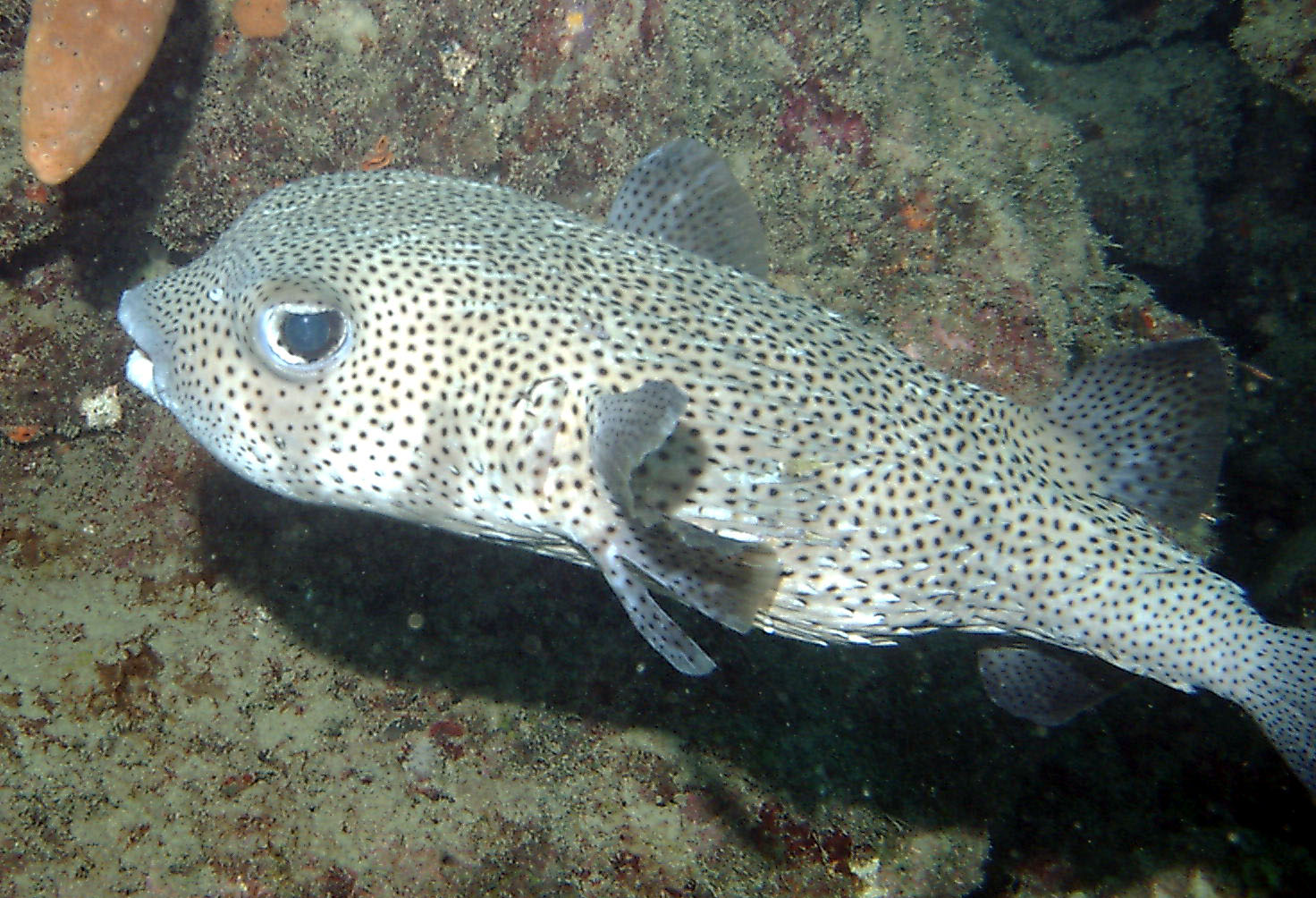
ネズミフグ（学名Diodon hystrix (Linnaeus, 1758)）

## 艦歴
ディオドンは1944年6月1日にコネチカット州グロトンのエレクトリック・ボート社で起工した。1945年9月10日にD・カリナーン夫人によって命名、進水し、1946年3月18日に艦長J・M・ヒンソン少佐の指揮下就役する。
ディオドンは1946年7月5日にカリフォルニア州サンディエゴに到着し、その後4年にわたって西海岸、アラスカ海域およびハワイ諸島での訓練活動に参加し、同様に海軍予備役兵の訓練も行った。1947年8月から1948年3月にかけてメア・アイランド海軍造船所でGUPPY II近代化改修が行われた。
1950年9月14日、ディオドンは極東に向けて出航する。途中グアム沖で6名のパイロットを救助した。アジアに到着すると、相模湾において韓国海軍のフリゲートと対潜水艦戦演習を行う。10月30日から11月28日にかけて訓練哨戒を行い、津軽海峡を通過して北海道の小樽に向かい、その後宗谷海峡で船団の写真撮影を行った。ディオドンは1951年2月に西海岸に帰還し、5月までオーバーホールを行った。
西海岸での作戦活動に復帰したディオドンは、1952年10月から12月までブリティッシュコロンビア州のエスカイモルトでカナダ海軍および空軍部隊と共に訓練を行った。その後1954年3月再び極東に展開し。5月24日から6月22日まで宗谷海峡での哨戒を行い、9月に帰還した。その後2年間を西海岸での訓練活動で過ごし、カナダ海軍との演習を行う。
1956年から57年にかけての極東配備で、ディオドンはオーストラリアのブリスベンを訪問、1942年の珊瑚海海戦の祝勝記念式典に参加した。1958年から59年、60年まで再び極東で展開した。